# Mekka (prowincja)
Mekka (arab. مكة المكرمة) – jedna z 13 prowincji w Arabii Saudyjskiej. Znajduje się na zachodzie kraju.